# Lola Cabello
Lola Cabello (Màlaga, 1905 - Castelló de la Plana?, 1942) va ser una cantaora espanyola. Va debutar el 1920 a Barcelona acompanyada pel guitarrista El Rejón. Va actuar al programa de varietats de Ràdio Barcelona. Va participar en molts espectacles de l'època. Va crear l'espectacle Espectáculos modernos Lola Cabello, on presentava gravacions seves. Va enregistrar molts discos.